# Emilio Prini
Emilio Prini (* 1943 in Stresa; † 1. September 2016 in Rom) war ein italienischer Künstler der Arte Povera.

## Leben und Werk
Der Kurator Germano Celant lud 1967 Emilio Prini gemeinsam mit Alighiero Boetti, Luciano Fabro, Jannis Kounellis, Pino Pascali und Giulio Paolini als Teilnehmer zur legendären Ausstellung Arte povera e IM spazio/Arme Kunst und IM Raum in die Galleria La Bertesca nach Genua ein.
Emilio Prini arbeitete mit Licht, Fotografie, Klang und Schrift. Die Beziehung zwischen der Realität und ihrer Reproduktion war ein wichtiges Thema seiner Arbeit.
In einem Projekt hat Emilio Prini im Laufe der Jahre Tausende von Fotos mit einem einzigen Fotoapparat gemacht, bis er nicht mehr funktionierte. Bei einem ähnlichen Projekt ließ er einen Kassettenrekorder seine eigenen Geräusche aufnehmen, bis er nicht mehr lief.

## Ausstellungen (Auswahl)
- 1969: Op Losse Schroeven Stedelijk Museum, Amsterdam
- 1969: When Attitudes Become Form Kunsthalle Bern
- 1969: Konzeption/Conception Städtisches Museum, Schloss Morsbroich, Leverkusen
- 1970: Information Museum of Modern Art, New York
- 1973: Contemporanea Villa Borghese Rom
- 1995: Fermi in Dogana Musée d’Art moderne et contemporain de Strasbourg
- 1997: documenta X, Kassel
- 2001: Arte Povera Tate Gallery, London
- 2009: Italienische Kunst zwischen Tradition und Revolution 1968–2008 – Museum of Contemporary Art (Chicago)
- 2012: Arte Povera Neues Museum Weimar und Kunstmuseum Basel